# Merella
La Merella è una delle due frazioni del comune di Novi Ligure, in provincia di Alessandria, situata in prossimità del fiume Scrivia ad un'altitudine di 175 m s.l.m. e a breve distanza da Bettole. Dista dal centro della città 6 chilometri circa.
Si tratta di un territorio pressoché uniformemente pianeggiante a vocazione agricola, dove vengono coltivati soprattutto cereali (grano e mais prevalentemente). Nella frazione viene prodotto anche il cece di Merella, prodotto agroalimentare tradizionale, che da tale area prende il suo nome.

## Manifestazioni
- Sagra dei Ceci - primo fine settimana di settembre;
- Sagra della Trippa - ultimo sabato di agosto;
- Squadre di calcio: Amatori Merella, ASD Merella